# Elim Chan
Elim Chan (en xinès: 陳以琳; Hong Kong, 18 de novembre de 1986) és una directora d'orquestra, directora titular de l'Orquestra Simfònica d'Anvers des de la temporada de concerts 2019-2020, així com directora invitada principal de la Reial Orquestra Nacional d'Escòcia des de la temporada 2018-2019.

## Estudis
Va formar part d'una coral infantil a Hong Kong i va començar a tocar el piano als sis anys. Va obtenir una Llicenciatura en Música a l'Smith College de Massachusetts i va continuar els seus estudis a la Universitat de Michigan, on va ser directora musical de l'Orquestra Simfònica del Campus i de la Michigan Pops Orchestra. Va completar el seu màster i el seu doctorat en direcció d'orquestra i es va graduar com a directora l'any 2014. Elim Chan va rebre la Beca de Direcció Bruno Walter el 2013, i l'any 2015 va assistir a les classes magistrals impartides por Bernard Haitink a Lucerna.

## Carrera musical
Al desembre de 2014, a l'edat de 28 anys, va guanyar el Concurs de Direcció Donatella Flick. Com a resultat d'aquest guardó, la van nomenar directora assistent de l'Orquestra Simfònica de Londres en la temporada de concerts 2015-2016. En la temporada 2016-2017, va formar part del Programa de Beques Dudamel amb la Filharmònica de Los Angeles.
En la temporada 2018-2019, esdevingué la directora invitada permanent de la Reial Orquestra Nacional d'Escòcia, en substitució de Thomas Søndergård.
Des de la temporada 2019-2020, és la directora titular de l'Orquestra Simfònica d'Anvers, amb residència permanentt a la Koningin Elisabethzaal (Sala de concerts Reina Elisabeth) d'Anvers. Ha seguit les passes, entre d'altres, d'Edo de Waart i de Jaap van Zweden, essent la directora titular més jove nomenada per a l'Orquestra Simfònica d'Anvers.
Així mateix, ha col·laborat com a directora invitada amb l'Orquestra del Teatre Mariinsky, l'Orquestra Filharmònica de Hong Kong, l'Orquestra Simfònica de Londres, la Koninklijk Concertgebouworkest, l'Orquestra Filharmònica de Luxemburg, l'Orquestra Philharmonia, la Reial Orquestra Filharmònica de Liverpool, l'Orquestra Simfònica de la Ràdio de Frankfurt, l'Orquestra Nacional de Lió, l'Orquestra Filharmònica de Rotterdam, l'Orquestra Simfònica de Houston i l’Acadèmia de Música de l'Oest.
A més a més, va dirigir l'Orquestra del Centre Nacional de les Arts d'Ottawa i l'Orquestra de la Francophonie, com a part del NAC Summer Music Institute el 2012, on va col·laborar amb Pinchas Zukerman. Va participar al Festival Musical Olympus celebrat a Sant Petersburg i va assistir a diversos tallers amb l'Orquestra Cabrillo Festival i l'Orquestra Simfònica de Baltimore (amb Marin Alsop, Gerard Schwarz i Gustav Meier).

## Vida privada
Està promesa amb el percussionista holandès Dominique Vleeshouwers, que l'any 2020 va rebre el Nederlandse Muziekprijs (Premi de la Música Holandesa).